# Christian Rasmussen (racerförare)

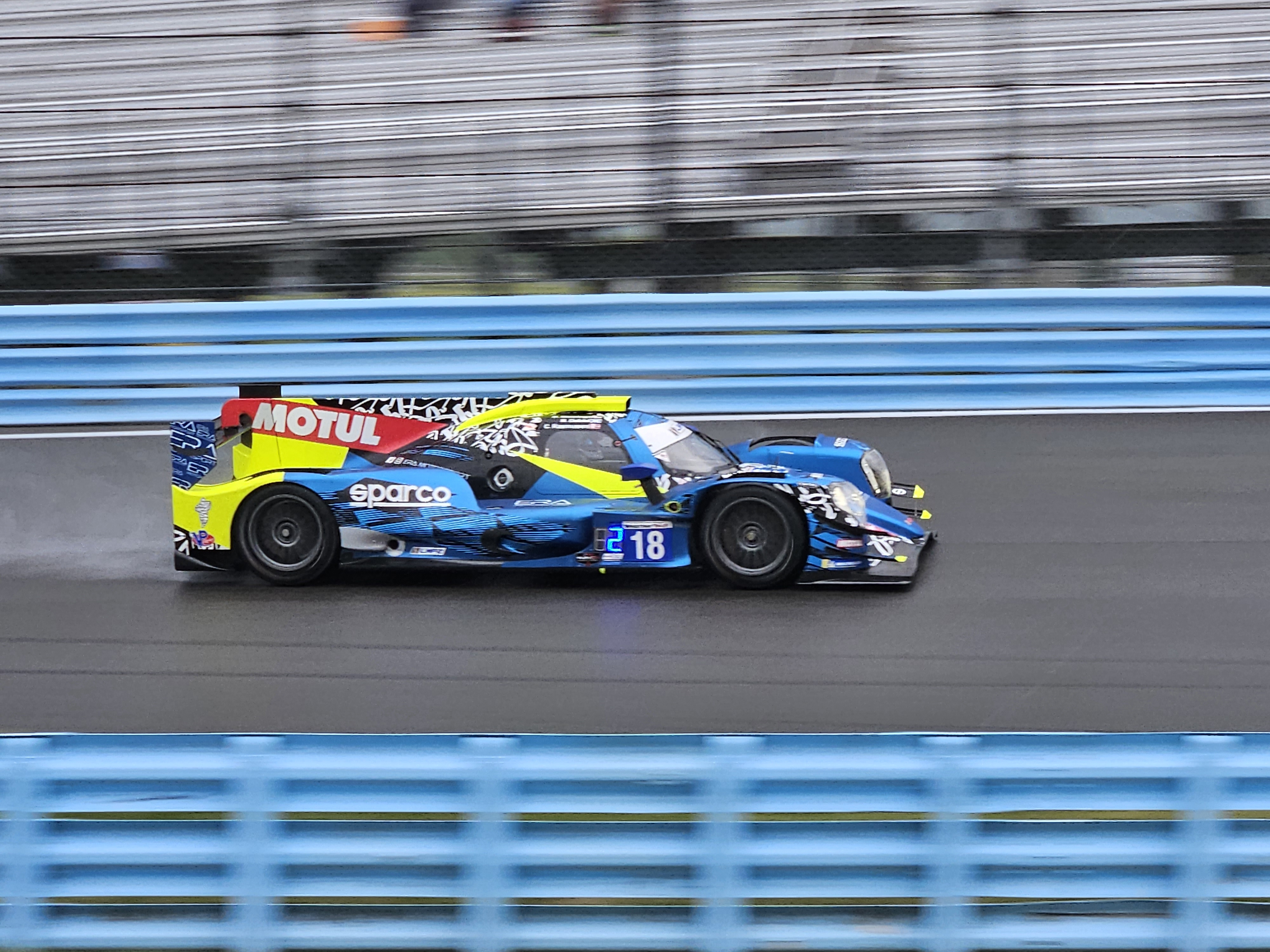
Rasmussen på Watkins Glen 2023.

Christian Rasmussen, född den 29 juni 2000 i Köpenhamn är en dansk racerförare. 
Rasmussen tävlar i USA, i IndyCar och sportvagnsracing.